# Nick Herbig
Nicholas Herbig (Kauai, Hawái; 21 de noviembre de 2001) más conocido como Nick Herbig, es un jugador profesional estadounidense de fútbol americano, se desempeña en la posición de linebacker en Pittsburgh Steelers, en la National Football League (NFL).

## Carrera
Hizo su debut profesional con el equipo Pittsburgh Steelers, lleva jugando una temporada, comenzó en el 2023.